# كانديدو روندون
المارشال كانديدو ماريانو دا سيلفا روندون (5 مايو 1865 - 19 يناير 1958)، هو ضابط عسكري برازيلي اشتهر باستكشافه لولاية ماتو جروسو وحوض الأمازون الغربي وباتصاله مع سكان البرازيل الأصليين، فضلاً عن دعمه لهم طوال حياته. كان روندون أيضًا هو أول من ترأس وكالة حكومية لإدارة شؤون السكان الأصليين (سميت لاحقا بالمؤسسة الوطنية للسكان الأصليين) كما دعم إنشاء (حديقة شينغو الوطنية [الإنجليزية]). وتكريمًا لجهوده في هذا المجال سميت ولاية روندونيا البرازيلية بإسمه.

## حياته

### طفولته وتعليمه
ولد روندون في 5 مايو 1865 في قرية ميموسو الصغيرة في ولاية ماتو جروسو. كان والده (كانديدو ماريانو دا سيلفا الأب) من أصول برتغالية وإسبانية ومن شعب تشاني [الإنجليزية] (من الشعوب الأصلية في البرازيل ) وتوفي بسبب الجدري في عام 1864 قبل ولادة روندون. أما والدته (كلودينا فريتاس إيفانجليستا) فكانت من سلالة شعوب تيرينا [الإنجليزية] و بورورو [الإنجليزية] الأصليين وتوفيت بعد عامين من ولادة روندون.  نتيجة لذلك تولى أجداده تربيته وعاش في منازلهم حتى وفاتهم، بعد ذلك تولى عمه مانويل رودريغيز دا سيلفا روندون (الذي أخذ منه اسم روندون) مسؤولية تربيته. 

## لجنة البرق
قاد كانديدو روندون عملية عسكرية واسعة النطاق لمد خطوط التلغراف إلى منطقة الأمازون في البرازيل، أُطلق على هذه العملية اسم "لجنة روندون." كان هدفه هو توحيد جميع شعوب البرازيل من خلال عمله في اللجنة، وكان لديه اعتقاد راسخ بأنه ينبغي إحراز التقدم في أسرع وقت ممكن وأن الشعوب الأصلية بحاجة إلى الاندماج في المجتمع بأسرع ما يمكن لتحقيق ذلك. أبدى روندون قلقه بشأن كيفية دمج هذه المجموعات الأصلية في المجتمع الحديث وجعل مهمته "إرشادهم" إلى حياة أكثر "تحضرًا" بطريقة سلمية.